# Divize C 1977/1978
V soubojích 12. ročníku České divize C 1977/78 se utkalo 14 týmů dvoukolovým systémem podzim–jaro. Tento ročník začal v srpnu 1977 a skončil v červnu 1978.

## Nové týmy v sezoně 1977/78
Z 2. ligy – sk. A 1976/77 sestoupila do Divize C mužstva VTJ Dukla Hradec Králové a TJ LIAZ Jablonec nad Nisou „B“. Z krajských přeborů ročníku 1976/77 postoupila vítězná mužstva VTJ Letec Hradec Králové z Východočeského krajského přeboru. Vojenská mužstva VTJ Dukla Hradec Králové původně převelený B-tým Dukly Praha a VTJ Letec Hradec Králové původně převelený VTJ Dukla Olomouc byla sloučena a hrači převeleni do VTJ Čáslav, která zaplnila uvolněné místo. Také sem byla přeřazena mužstva TJ Slavoj Vyšehrad a TJ Meteor Praha 8 z Divize B.

## Výsledná tabulka
| Poř. | Tým                             | Z  | V  | R  | P  | VG  | OG | B   |
| ---- | ------------------------------- | -- | -- | -- | -- | --- | -- | --- |
| 1.   | TJ Kolín                        | 30 | 25 | 3  | 2  | 102 | 21 | 51  |
| 2.   | VTJ Dukla Hradec Králové        | 30 | 18 | 7  | 5  | 52  | 27 | 43  |
| 3.   | TJ Sklostroj Turnov             | 30 | 13 | 10 | 7  | 481 | 30 | 36  |
| 4.   | TJ Lokomotiva Trutnov           | 30 | 12 | 9  | 9  | 35  | 35 | 33  |
| 5.   | TJ Slavoj Vyšehrad              | 30 | 11 | 10 | 9  | 39  | 38 | 32  |
| 6.   | TJ Meteor Praha 8               | 30 | 12 | 7  | 11 | 47  | 49 | 31  |
| 7.   | TJ Uhelné sklady Praha          | 30 | 9  | 10 | 11 | 42  | 50 | 28  |
| 8.   | TJ Spartak Pelhřimov            | 30 | 11 | 5  | 14 | 49  | 49 | 27  |
| 9.   | TJ Náchod                       | 30 | 10 | 7  | 14 | 44  | 46 | 27  |
| 10.  | TJ Spartak Hradec Králové "B"   | 30 | 8  | 11 | 11 | 31  | 45 | 27  |
| 11.  | VTJ Čáslav                      | 30 | 9  | 8  | 13 | 35  | 42 | 26  |
| 12.  | TJ Lokomotiva Pardubice         | 30 | 9  | 7  | 14 | 44  | 63 | 25  |
| 13.  | TJ Kolora Semily                | 26 | 7  | 10 | 13 | 34  | 50 | 24  |
| 14.  | TJ Jawa Metaz Týnec nad Sázavou | 30 | 8  | 9  | 13 | 31  | 43 | 23? |
| 15.  | TJ LIAZ Jablonec nad Nisou „B“  | 30 | 8  | 7  | 15 | 29  | 48 | 23  |
| 16.  | TJ Lokomotiva Nymburk           | 30 | 6  | 8  | 16 | 35  | 57 | 20  |

Poznámky:
- Z = Odehrané zápasy; V = Vítězství; R = Remízy; P = Prohry; VG = Vstřelené góly; OG = Obdržené góly; B = Body

|  | Postup do 2. ligy – sk. A 1978/79                |
|  | Sestup do příslušného oblastního přeboru 1978/79 |